# 실라 제프리스
실라 제프리스(영어: Sheila Jeffreys, 1948년 5월 13일 ~ )은 잉글랜드 출신 오스트레일리아의 레즈비언 여성주의 학자이며 성의 역사와 정치에 관한 연구로 알려져있다.
멜버른 대학교 정치학과에서 교수직을 지냈고 성 정치학, 레즈비언 여성주의 등의 주제에 관해 10여권의 책을 냈다. 국제적인 여성운동에도 몸담아 <여성인신매매 반대 연합(CATW)>의 호주 지부를 창설하기도 하였다. 2015년에 대학에서 은퇴하고 영국으로 돌아와 활발한 저술 활동을 하고 있다. 실라 제프리스는 남자들이 규정한 ‘성혁명’이 여자의 해방에 기여하기보다는 여자에 대한 억압을 지속시키게 했다고 주장한다. 여성들이 아름다움을 추구하며 고통을 감내하는 것은 가부장제적 가학성에 굴복하는 것이며 트랜스섹슈얼은 억압적인 성역할을 재생산하고 성전환수술을 통해 스스로의 몸을 학대하는 것이라고 설명한다. 또한 레즈비언 문화가 남자 게이 문화 속 지배/피지배 섹슈얼리티의 성차별주의를 모방하는 식으로 이로부터 부정적인 영향을 받았다고 말한다.